# Melanotesia siderata
Melanotesia siderata là một loài bướm đêm trong họ Geometridae.